# Кубок России по регби 2013
Кубок России по регби 2013 — 20-й по счету розыгрыш Кубка России, турнир, который проводился по системе с выбыванием, начиная с 1/8 финала. В 2012 году Кубок России был отменен, так как заявку на участие прислали только четыре команды.  В турнире 2013 приняли участие 13 команд.  На каждой стадии розыгрыша команды провели по одному матчу.
Розыгрыш Кубка прошёл в рекордные сроки, ещё более короткие, чем в 2011 году.  Первые матчи состоялись 24 апреля, а Финал прошёл 9 мая 2013 года на стадионе Красный Яр в Красноярске.  В финале, как и в предыдущем розыгрыше, в 2011 году, встретились 2 команды из Красноярска, Красный Яр и Енисей-СТМ.  Обладателем Кубка 2 раз подряд и 7-й раз в своей истории стал Красный Яр, победивший в финале Енисей-СТМ со счетом 23-17.
На пути к финалу в 1/4 финала «Енисей-СТМ» разгромил клуб Булава (Таганрог) 92-0, а в полуфинале московский Спартак ГМ 69-6. «Красный Яр» в 1/4 финала переиграл московские Фили 66-5, в полуфинале оказался сильнее клуба Стрела-Агро (Казань) 37-9.
Для московского клуба Спартак ГМ это стало последним участием в Кубке России под таким названием, так как в 2014 году команда была расформирована в связи с прекращением финансирования.

## Матчи

### Четвертьфиналы
| 2013-04-28 | Булава | 0-92 | Енисей-СТМ | Радуга, Таганрог |
| 2013-04-28 | Отчет  |      |            | Радуга, Таганрог |

| 2013-04-28 | Спартак ГМ | 9-6 | Слава | ЦСП Измайлово, Москва |
| 2013-04-28 | Отчет      |     |       | ЦСП Измайлово, Москва |

| 2013-04-28 | Фили  | 5-66 | Красный Яр | ЦСП Измайлово, Москва |
| 2013-04-28 | Отчет |      |            | ЦСП Измайлово, Москва |

| 2013-04-29 | Стрела-Агро | 40-12 | ВВА-Подмосковье | Тулпар, Казань |
| 2013-04-29 | Отчет       |       |                 | Тулпар, Казань |

### Полуфиналы
| 2013-05-02 | Спартак ГМ | 6-69 | Енисей-СТМ | ЦСП Измайлово, Москва |
| 2013-05-02 | Отчет      |      |            | ЦСП Измайлово, Москва |

| 2013-05-02 | Стрела-Агро | 9-37 | Красный Яр | ЦСП Измайлово, Москва |
| 2013-05-02 | Отчет       |      |            | ЦСП Измайлово, Москва |

### Финал
Финал розыгрыша Кубка 2013 года состоялся в праздничный День Победы 9 мая 2013 года в Красноярске на стадионе Красный Яр.  Все средства, собранные на финальном матче Кубка России, были перечислены на счет Красноярского городского Совета ветеранов войны и труда..
| 2013-05-09 | Красный Яр | 23-17 | Енисей-СТМ | Красный Яр, Красноярск Зрителей: 4000 Судья: А. Бачурин |
| 2013-05-09 | Попытки: Маковецкий 40', · Отроков 45' · Реализации: Додд 40', 46' · Штрафные: Додд 11', 53', 76' · Гасанов 70' | Отчет | Попытки: Темнов 64' · Симпликевич 80' · Реализации: Бамбри 65', Новиков 80' · Штрафные: Бамбри 4' · Архип 75' | Красный Яр, Красноярск Зрителей: 4000 Судья: А. Бачурин |